# 후삼국 시대 인물 목록
다음은 후삼국 시대 인물 목록이다.

## ㄱ
- 견금강
- 견훤
- 고비녀
- 궁예
- 국대부인 견씨
- 경순왕 김부
- 금대
- 김락
- 김덕지

## ㄴ
- 능창
- 능환
- 능애

## ㄷ
- 대광현
- 대주도금

## ㅁ
- 마의태자

## ㅂ
- 박술희
- 박영규
- 복지겸
- 배현경
- 박수경
- 병신

## ㅅ
- 상귀
- 상애
- 신검
- 신숭겸
- 신성황후
- 신덕

## ㅇ
- 양길
- 왕건
- 아자개
- 왕식렴
- 유금필
- 이흔암
- 왕충
- 왕평달
- 은부
- 이겸의
- 이능희

## ㅈ
- 죽방부인
- 장화황후
- 종간
- 전이갑

## ㅊ
- 최승우
- 최지몽

## ㅌ
- 태평

## ㅎ
- 홍유
- 환선길